# (18555) Courant
(18555) Courant (1997 CN4) – planetoida z grupy pasa głównego asteroid okrążająca Słońce w ciągu 4,77 lat w średniej odległości 2,83 j.a. Odkryta 4 lutego 1997 roku.